# Greenville (Karolina Północna)
Greenville – miasto w Stanach Zjednoczonych, w stanie Karolina Północna, w hrabstwie Pitt, położone około 135 km na wschód od Raleigh. Według danych z 2010 miasto liczyło 84 554 mieszkańców.
Ośrodek naukowy (Uniwersytet Karoliny Północnej – East Carolina University), kulturalny (Muzeum Sztuki) oraz przemysłowy w sektorze m.in. farmaceutycznym i maszynowym.

## Historia
Greenville zostało założone w 1771 jako Martinsborough – trzy lata później, miejscowość przeniesiono około 5 km na zachód. W 1786 przemianowano nazwę miejscowości na Greenesville, na cześć generała Nathanael`a Greene. W późniejszym czasie, nazwę skrócono do Greenville.

## Demografia

### Etniczność
Pod względem etnicznym w 2010 w Greenville, dominowała ludność rasy białej (54%), następnie rasy czarnej (38,2%), Latynosi i Hiszpanie (4,9%) oraz Azjaci (2,7%).

## Urodzeni w Greenville
- Monte Barrett (1971)
- Petey Pablo (1973)
- Mary Faber (1979)
- Lee Norris (1981)
- Rodney Purvis (1994)